# Gornje Prekrižje
 Gornje Prekrižje  falu Horvátországban Zágráb megyében. Közigazgatásilag Krašićhoz tartozik.

## Fekvése
Zágrábtól 42 km-re délnyugatra, községközpontjától 5 km-re északnyugatra a Zsumberki-hegységben fekszik. 

## Története
A falunak 1857-ben 135, 1910-ben 208 lakosa volt. Trianon előtt Zágráb vármegye Jaskai járásához tartozott. 2001-ben 49 lakosa volt. 

## Lakosság
| Lakosság változása | Lakosság változása | Lakosság változása | Lakosság változása | Lakosság változása | Lakosság változása | Lakosság változása | Lakosság változása | Lakosság változása | Lakosság változása | Lakosság változása | Lakosság változása | Lakosság változása | Lakosság változása | Lakosság változása |
| ------------------ | ------------------ | ------------------ | ------------------ | ------------------ | ------------------ | ------------------ | ------------------ | ------------------ | ------------------ | ------------------ | ------------------ | ------------------ | ------------------ | ------------------ |
| 1857               | 1869               | 1880               | 1890               | 1900               | 1910               | 1921               | 1931               | 1948               | 1953               | 1961               | 1971               | 1981               | 1991               | 2001               |
| 135                | 166                | 181                | 197                | 199                | 208                | 157                | 138                | 167                | 155                | 112                | 111                | 78                 | 76                 | 49                 |

## Nevezetességei
A Szent Mihály-templom egy a falu feletti dombon épült az 1633-ban leégett fakápolna helyére. Építése két ütemben zajlott. A régebbi rész 1683-ban létesült, amikor az új templomot felépítették, majd a 18. század közepén a padlót burkolták, a hajó ablakait nagyobbították és az előcsarnokot lebontották. Helyén a harangtorony és a kapuzat áll, amelyen az 1759-es bevésett évszám szerepel. Korabarokk stílusú, egyhajós épület, sokszög záródású, keskeny szentéllyel és dongaboltozattal. Kialakításával és harmonikus arányaival a korai barokk csarnoktemplomok jelentős példája.